# Comunitat General de Regants dels Canals d'Urgell
La Comunitat General de Regants dels Canals d'Urgell, anteriorment anomenada Sindicat General de Regs del Canal d'Urgell, és una Comunitat de Regants que agrupa els propietaris de finques de reg i altres aprofitaments -abastiments i salts hidroelèctrics- dins de la zona concessional del Canal Principal d'Urgell, les seves quatre séquies principals i del Canal Auxiliar o Subcanal d'Urgell.
Va néixer el 1862, amb el nom de Sindicat General de Regs del Canal d'Urgell, per defensar els interessos de l'anomenat "país regant" davant l'empresa constructora i concessionària del canal, la «Sociedad Canal de Urgel». Aquesta infraestructura, al cap de noranta-nou anys, un cop caducada la concessió, va revertir a l'Estat, i actualment, després de més de cent cinquanta anys d'existència, continua essent administrada per aquell primer Sindicat de regants transformat ara en Comunitat General de Regants dels Canals d'Urgell.
Té el seu domicili a la Casa Canal de Mollerussa (Lleida).

## Història
La construcció del Canal d'Urgell (1853-1861) per la «Sociedad Canal de Urgel» i la signatura de l'anomenat Conveni de Madrid (1862) entre aquesta i els futurs regants, que regulava el cabal dels regs i el pagament d'un novè dels fruits posaren en marxa els nous regs.
El conveni de Madrid
Anterior al Conveni de Madrid, fou l'acord de l'empresari barceloní Jeroni Ferrer i Valls amb els regants, promotor que va obtenir una concessió provisional per a construir el Canal d'Urgell el 8 de març de 1850. Aquest acord estava recolzat per notables propietaris del territori; el signaren el mateix Ferrer i Valls, Francisco Pastoret, Domingo Santamaria, Domingo de Dalmau, Francisco Aldomá, Francisco Jover, Matias Casals, José Antonio Xammar, Magin Macià, Francisco Castellana, Felipe Culleré i Felipe Gasol. I tractava de reunir el capital necessari per a obtenir la concessió definitiva i tirar endavant les obres. S'acordava construir el canal compensant els costos de les expropiacions dels canals i les séquies de distribució als propietaris dels terrenys per on havien de passar, mitjançant l'emissió d'unes accions anomenades "d'indemnització", a banda dels capitals obtinguts amb les accions corrents o "d'emissió" aportades per socis capitalistes. D'aquesta manera no calia que la companyia disposés d'un capital líquid tan elevat, i els regants passaven a tenir en propietat una part del canal. D'altra banda, fixava un cànon d'una novena part de la collita com a prestació per a gaudir del reg, o sigui, un pagament en espècie en comptes d'un cànon en metàl·lic, pensant que d'aquesta manera els empobrits pagesos de la plana d'Urgell el podrien acceptar, cosa que permetria tirar endavant el canal. El conveni fou signat el 10 d'agost de 1852 i obtingué 1600 adhesions dels propietaris.
Ferrer i Valls però no va obtenir el suport econòmic necessari per a començar a temps les obres, i la concessió provisional del canal d'Urgell es va declarar caducada el 3 de novembre de 1852 en benefici de la companyia Girona Hermanos, Clavé i Cia qui, finalment, obtingué la concessió definitiva per a la construcció de l'esmentat canal en unes condicions similars a les plantejades en l'anterior concessió: Utilitzar el projecte i pressupost redactats per l'enginyer Pedro de Andrés y Puigdollers, i haver de subscriure un conveni amb els regants per a gaudir durant 99 anys de l'aprofitament a canvi del pagament d'un cànon, que en el cas que no s'arribés a cap acord, se subrogaria en el "Conveni de Lleida" -el signat pel Sr. Ferrer i Valls- (punt 5 i 6 del decret de concessió), o sigui, mitjançant la recaptació del novè durant els primers seixanta anys de l'inici dels regs. La nova concessió sembla que era del grat de tothom. La mateixa companyia escriu el 12 de novembre de 1852 als "senyors propietaris i demés interessats en el reg d'Urgell" que disposa del capital suficient per acometre l'obra, la intenció de crear un Banc Agrícola amb fons suficients per avançar diners a un preu mòdic a propietaris i pagesos interessats en el reg, i acceptant la possibilitat de subrogar-se en el contracte de Ferrer i Valls, perquè creien que facilitaria l'acord amb els futurs regants.
Nou anys després, a punt de finalitzar-se les obres de construcció del canal principal, i amb pressa per iniciar la construcció de les séquies i iniciar els primers regs, el governador de la província de Lleida convocà als grans propietaris de la plana l'11 d'agost de 1861, a Tàrrega, perquè anomenessin una junta de representants per a negociar el cànon o contraprestació per al reg. Junta que fou composta finalment per Francisco Castellana de Tàrrega, Domingo Dalmau de les Borges Blanques, Leonardo Ferrer de Talladell, Antonio Segarra de Tarròs, Magí Macià de Boldú, Ramon Mestres i Ramon Siscar d'Agramunt, Gerónimo Montiu de Cervera, Felipe Culleré de Mollerussa, José Antonio Xammar de Juneda i Francisco Aldomà de Castelldans. D'ells, Castellana, Dalmau, Macià, Culleré, Xammar i Aldomà havien signat l'acord de Ferrer i Valls. Requerí també el governador de l'opinió de la Junta Provincial d'Agricultura, de l'enginyer provincial i de l'empresa concessionària. El resultat d'aquelles gestions fou traslladat a les Corts de Madrid, on s'aconseguí avenir les parts amb un text basat fonamentalment en els articles de l'acord de Ferrer i Valls, alguns d'ells copiats literalment, que fou aprovat i signat per Pascual Madoz Ibañez, Laureano Figuerola Ballester, Manuel Safont i Lluch, Pedro Abades Soto i Enrique del Pozo Aiguals diputats a corts a Madrid, Fernando Puig Gibert i Francisco Ferrer i Busquets representant a la companyia, i per Ramon de Siscar Montoliu i Antonio Satorras Vilanova representant al país regable, el 17 de febrer de 1862: l'anomenat "Conveni de Madrid".
Resulta incomprensible com un acord fet a mida per als regants hagués estat acceptat tan fàcilment per la companyia concessionària, tal com lamentava Domingo Cardenal enginyer encarregat de la construcció del canal en una memòria sobre el canal d'Urgell, escrita el 1895. A manca d'experiència prèvia sobre la matèria, el "Conveni de Madrid", demostrà posteriorment ser una font contínua de conflictes i disputes que condicionaren els primers cinquanta anys de vida del regadiu i provocaren l'asfíxia econòmica de la SA Canal d'Urgell.
El primer Sindicat General de Regs.

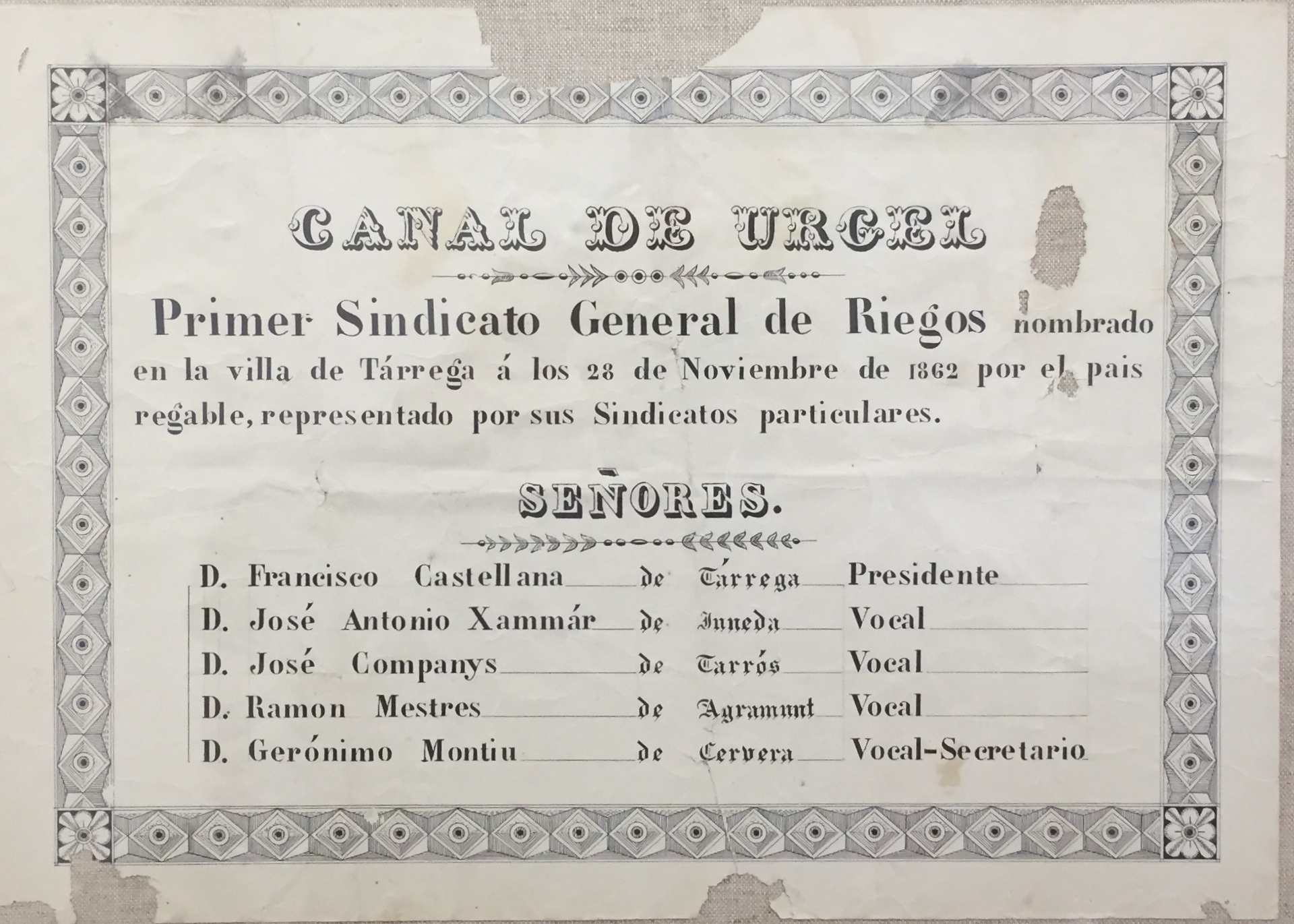
Orla commemorativa de la constitució del 1er Sindicat General de regs del Canal d'Urgell el 28 de novembre de 1862 a Tàrrega.

Aprovat el conveni de Madrid, la Societat del canal conjuntament amb la Junta de propietaris organitzaren l'acte simbòlic del primer reg, que fou a la finca "Tarassó", del terme d'Agramunt, propietat del Sr. Ramon Mestres Cendrós, el dia 25 de març de 1862. Acte precipitat, donat que només hi havia construit el Canal Principal, però que fixava la data d'inici dels 99 anys de concessió.
La SA Canal de Urgel ratificà el conveni el 13 de maig de 1862, i el governador provincial s'encarregà d'aconseguir la conformitat dels municipis de la zona regable convocant una reunió, el 26 de Juny a Tàrrega, entre representants municipals -dos delegats per cada un- i la junta de propietaris que negocià el conveni. Dita junta de propietaris, anomenada "Junta comissionada del País", presentà una memòria en la qual s'exposava el conveni i la seva conveniència, defensant-lo per considerar que era la millor solució per als futurs regants i que, a més, era de lliure adhesió per part dels pagesos. Malgrat tot, els representants municipals no ratificaren el conveni; els carlistes de la plana, que veien en el canal una obra patrocinada pels borbons, els seus rivals polítics, escampaven arreu soflames en contra - ¡Ni liberal ni adherit al canal! - per tal de fer-la fracassar.
Finalment, en una altra reunió dels delegats municipals, el 7 d'agost de 1862, només s'acceptà que la Junta comissionada tornés a negociar el conveni. Discrepàncies que foren taxativament resoltes per la Reial ordre de 3 de setembre de 1862, que imposà el conveni de forma definitiva tal com estava redactat tot ordenant al governador provincial la disposició al territori dels Sindicats de Regs, tant els particulars com el general. Fou aleshores quan alguns membres de la Junta comissionada del País es constituïren, el 28 de novembre d'aquell any, en el primer Sindicat General de Regs del Canal d'Urgell. En formaren part: Francesc Castellana, José Antonio Xammar, José Companys, Ramón Mestres i Gerónimo Montiu.
El reglament provisional per al règim dels regs.
La publicació en 1844 de la versió castellana del llibre "Voyage en Espagne" escrit entre 1816 i 1819, per François Jaubert, Baró de Paçà, veí de Perpinyà, militar i polític rossellonès de la Restauració Borbònica, amb l'objectiu de l'estudi dels regadius catalans i valencians amb una especial atenció als seus usos, costums, capítols i concessions reials, animà a la Societat econòmica d'amics del país de València a publicar-lo amb l'addició d'una recopilació d'ordenances i reglaments de les principals séquies valencianes. En el llibre, apareix una encesa defensa a favor de la construcció del Canal d'Urgell arran dels contactes que el mateix Jaubert mantingué amb el general Castaños el 1819, a qui coneixia personalment després d'haver estat enviat pel govern francès el 1815 a negociar amb ell la retirada de l'exèrcit espanyol que ocupava part del Rosselló arran del govern dels cent dies, i amb Tomàs Soler i Ferrer, redactor del projecte del canal impulsat per la Reial Junta de comerç de Barcelona el 1816. El llibre fou de gran predicament entre dirigents i polítics a l'hora d'aprofundir en les concessions d'aigua per a reg i el seu ordenament jurídic, influí en la consolidació del concepte de Sindicat de regs com a ens corporatiu vertebrador d'aquesta activitat, i inspirà articles com els dedicats al regadiu del "Proyecto de Código General de Aguas" redactat el 1859 per Ciril Franquet i Bertran. Fou aquella una època en què hi hagué una intensa activitat parlamentària d'ençà la creació de la Comissió ministerial de 1859 a les corts de Madrid a l'entorn la regulació legal dels aprofitaments d'aigua. No és, doncs, d'estranyar, que la junta de propietaris representants dels futurs regants fos obligada a constituir-se en un sindicat de regs, i que els seus reglaments, convenientment adaptats per l'enginyer Domingo Cardenal a la realitat del pla general de regs del canal d'Urgell tinguessin tant a veure amb el model de comunitat de regants que posteriorment institucionalitzarien la primera (1866) i segona (1879) llei d'aigües.
El Reglament provisional per al règim dels regs, aprovat per Reial ordre de 24 d'agost de 1863, que regulava les disposicions del Conveni de Madrid i el funcionament del regadiu, instituïa el Sindicat General i deu Sindicats particulars (art. 106), i els atribuïa la distribució de les aigües, la vigilància, entreteniment i neteja de les séquies de distribució i desguassos. Els síndics particulars s'elegien per votació entre els regants de cada demarcació, i havien de posseir almenys 15 jornals de terra. Els síndics particulars elegien cinc síndics generals, els quals havien de tenir almenys 50 jornals.
La condició imposada pel reglament que, per a ser síndic general s'hagués de posseir una notable quantitat de terra regable, era una més d'aquelles normes, generalment no escrites, de protecció de la incipient burgesia industrial i financera que construí el canal i que propicià, anys més tard, l'aparició del caciquisme al Sindicat general de regs. La companyia concessionària posà la gestió del regadiu en mans d'una burgesia rural hisendada amb capacitat econòmica i d'influència a la zona. Propietaris organitzats i reunits per primera vegada entorn del projecte de Ferrer i Valls a la Diputació de Lleida i posteriorment a l'Institut Agrícola Català de Sant Isidre (IACSI), entitat protectora del canal i hereva de la Reial junta de comerç de Barcelona: Tots els components del primer Sindicat general van ser socis de l'IACSI, així com la major part dels accionistes de la Societat.
Aquest reglament se’l va batejar de "provisional" perquè, en realitat, no hi havia experiència en el funcionament del regadiu d'una àrea tan extensa, i en els seus articles finals ja avisa que s'aniria adaptant a mesura que s'establís progressivament el reg a tot el territori, que és el que finalment va passar. Per exemple, es van afegir diversos articles addicionals per reial ordre 13 d'agost de 1864, en els que s'instituïen els vigilants jurats, o les variacions introduïdes per reial ordre de 27 de març de 1871, on es modificà el règim de sindicat de particulars per un de juntes locals de sequiatge (municipals) en vigor fins al 30 de juny de 1874. Aquesta darrera modificació va permetre establir definitivament al territori la figura dels síndics, que eren elegits pels regants a cada ajuntament de les diverses poblacions de la zona regable, i que, de fet, funcionaven de forma independent del sindicat de regs, entenent-se directament amb el personal de la Societat Canal per a distribuir l'aigua entre els regants veïns de cada municipi. Els sindicats particulars, a la pràctica només servien per agrupar els síndics a l'hora de comunicar-se o votar el seu representant dins del sindicat general; sistema que s'anomenà "de grups" i que caracteritzà el seu funcionament ben bé fins al 1931.
L'inici dels regs: No hi ha Urgell sense flagell.
L'esperançador regadiu quedà estroncat des de bon començament. En només una campanya de reg, l'aigua beneficiosa i redemptora de la misèria, es transformà en aigua pudent i flagell de la població. Els principals factors que, per inexperiència, dugueren a tal situació foren: L'endemisme d'algunes malalties, la pressa per regar, i la imprevisió de dotar la zona d'una adequada xarxa de desguassos de sanejament abans de l'inici dels regs atenent els trets geomorfològics de la plana d'Urgell.
De temps immemorials els pobladors de la plana ponentina patien de forma endèmica d'un tipus de febres (febres tifoides o tifo-paratífiques), que perjudicaven la seva salut sense que fossin mortals a excepció dels infants i les persones delicades, i que s'atribuïen a la manca d'higiene i al consum d'aigua de les llacunes. Periòdicament, però, el flagell de les epidèmies de febres quartanes, anomenades així perquè la malaltia cursava amb períodes alterns de febre de quatre dies, delmaven la població. Els símptomes, ben diferenciats d'altres malalties epidèmiques com la pesta, el tifus o el còlera, s'assimilaven més a les febres palúdiques freqüents en zones humides, tot i que la plana era una zona àrida. En aquella època, i fins al 1898, es desconeixia que els mosquits en fossin els transmissors, i que només necessitin un petit toll d'aigua infecte per a reproduir-se. Els episodis de febres palúdiques documentats a les terres de ponent durant el s. XVIII foren als anys 1722 i 1785.
L'arribada de l'aigua del canal, entre la tardor de 1864 i la primavera del 1865, a la zona més plana de la comarca -situada entre les conques dels rius Ondara i Corb-, provocà una inundació permanent i generalitzada. L'endorreisme, tret geològic característic de la depressió de l'Ebre, amb planures anivellades a contracorrent dels rius, i de terres atapeïdes de difícil drenatge, feren inevitable l'acumulació permanent de l'aigua en extensíssimes àrees de poca fondària que, amb les primeres calors de l'estiu, es va corrompre. Les febres palúdiques s'estengueren arreu, amb una especial incidència a les poblacions d'Ivars, Utxafava, Vallverd, Linyola, Mollerussa, Fondarella, el Palau d'Anglesola, Poal, Bellvís, els Archs, Bell-lloc i els Alamús. A la situació s'hi van sumar les abundoses pluges de la tardor de 1866, provocant un fort agreujament de les febres l'any següent, 1867, que van durar fins al 1870.
En un principi l'empresa concessionària, entrampada econòmicament, negava que l'epidèmia tingués origen en les aigües del canal. Posteriorment defensà que, en qualsevol cas, la construcció de la xarxa de sanejament no els pertocava, que anava més enllà de les obres que els exigien la "Real concesión" i el "Conveni de Madrid" que només els comprometia amb la construcció del canal i les séquies de distribució. Finalment, i per evitar la ruïna de la mateixa companyia, accedí a fer-se càrrec de la construcció de la xarxa de desguassos, plasmada en un document de bases signat conjuntament amb el Sindicat General de Regs conegut com el Manifest de 1873. El mal, però, ja estava fet, les aigües del canal havien emmalaltit tota una generació d'una pagesia que s'imbuí d'un fort ressentiment i desconfiança envers la Societat del Canal. Tant va ser així que, com indica Pau Vila, el poble podia seguir murmurant desesperat i desesperançat: "No hi ha Urgell sense flagell".
L'epidèmia, que va anar perdent el seu caràcter a mesura que s'anà sanejant el territori, provocà una pèrdua de població que tardà a redreçar-se ben bé fins tombants el segle xx. L'episodi més greu de la malaltia ocorregué a Utxafava; van morir tants habitants i tal va ser la desgràcia que, en independitzar-se del municipi de Castellnou de Seana el 1930, s'adoptà un nou nom per a la població que deixés enrere tan tristos records: Vila-sana.
La Llei de Canals de 1870.
La redacció del projecte de Llei de Canals de 1870, molt influïda pels ideals liberals de l'època, reblava una política estatal abstencionista quant a la promoció del regadiu que continuava deixant en mans de la iniciativa privada la construcció d'obres hidràuliques a canvi de concessions i rendes: Aquesta disposició legal atorgava als empresaris constructors de nous canals i pantans la perpetuïtat de les concessions alhora que els capacitava per a modificar la contribució que podien imposar als propietaris de les terres regades per aquelles obres.
La Companyia Canal de Urgel va veure en aquella futura llei la possibilitat de solucionar els seus greus problemes d'endeutament, i fent servir les seves influències a Madrid va aconseguir que la comissió dictaminadora del Congrés dels Diputats hi afegís l'article 16, redactat expressament per a incloure-la. Domingo Cardenal ho explicà així: ".. Esta comisión llamó a su seno al Ministro de Fomento, discutió con él, y con su aprobación adicionó al proyecto el artículo 16". Ara bé, el reglament que desenvolupava la llei restringia l'auxili en metàl·lic exclusivament a les hectàrees que es posessin en regatge amb posterioritat a l'aprovació de la Llei, o sigui, després del 20 de febrer de 1870. El reglament, doncs, salvava els regants de l'Urgell d'un segur increment de les tarifes, però la Companyia del Canal d'Urgell reaccionà tot seguit promovent expedient, el juliol de 1871, davant el Ministeri de Foment al·legant que les obres del canal encara no estaven acabades el 1870. Els informes del governador civil de la província de Lleida, del Sindicat General de Regs, de la Diputació Provincial i la Junta d'Agricultura, coincidiren en argumentar que la S.A. Canal de Urgel havia acabat la construcció de les obres abans del 20 de febrer de 1870, retraient que en una publicació feta per la mateixa Companyia el 1861 titulada Reseña de la obra del Canal de Urgel - Considerada bajo sus aspectos histórico, facultativo y económico. - Dedicada a S.M. la reina doña Isabel II anunciava "de modo solemne y resuelto" tenir les obres acabades. Davant aquest contundent argument l'expedient va acabar sent resolt negativament per als interessos de la companyia, que tot seguit interposà contenciós resolt el 1878 també de manera negativa. Successos com l'atemptat del terraplè de Castellserà de 1872 o la rovinada de Santa Tecla de 1874 -que aturà dos anys el subministre d'aigua pel canal fins que acabaren les obres del pont de ferro d'Agramunt al 1877-, i l'inestabilitat durant el sexenni democràtic (1868-1874) i els primers anys de la Restauració borbònica, van mantenir l'empresa ocupada i a l'aguait d'un "millor moment" per a demanar novament la seva inclusió a la llei.
La revolució dels regants: El Reial decret de 10 novembre de 1882.
Aquell "millor moment" arribà per a la companyia Canal de Urgel SA després de la victòria a les eleccions generals espanyoles de 21 d'agost de 1881 guanyades pel Partit Liberal-Fusionista de Práxedes Mateo Sagasta, i l'anomenament d'Eusebio Page com a director general d'Obres Públiques. Tan Sagasta com Page eren enginyers de camins, llicenciats el 1849, com Domingo Cardenal, enginyer de camins de la societat canal llicenciat només tres anys abans, el 1846. La publicació d'un extens article titulat Canal de Urgel. Su pasado, su presente y su porvenir., dividit en cinc fascicles de la revista El Campo, apareguts un any abans de les eleccions, entre l'1 d'abril fins a l'1 de Juny de 1880, signats pel mateix Eusebio Page, concloïa "..encara no esta tot perdut per a la Societat Canal de Urgel, si aconsegueix, com és d'esperar, la seva inclusió a la llei...". I, efectivament, anomenat Page com a director general d'Obres públiques, Canal de Urgel SA tornava a demanar, el febrer de 1882 la seva inclusió a la llei de canals de 1870. Petició que va obtenir resposta positiva per Reial decret de 10 de novembre de 1882, que resolia la seva inclusió, encara que de forma parcial, als beneficis de la llei de 1870.
Davant les amenaces de perdre per sempre la concessió, i d'un important increment de les aportacions econòmiques per a gaudir del reg, unida al ressentiment de la pagesia contra la SA Canal de Urgel, a la que identificaven com una burgesia benestant i situada a Barcelona, lluny de les penúries i calamitats que assotaven la plana d'Urgell, el Sindicat de Regs es posà en marxa. Interposà recurs contenciós contra el Reial decret, tot donant a conèixer la seva posició al País amb la publicació de l'anomenat Manifest de 14 de desembre de 1882, en el que protestava dita resolució, i no acceptava la concessió a perpetuïtat ni la llibertat de modificar el cànon o renda. Manifest ràpidament contestat el 12 de gener de 1883 per la Junta de Govern de la Societat Anònima argumentant que ni es tractava d'enriquir-se a costa del pobre ni d'arrabassar la propietat del canal.
Sis anys es va tardar a resoldre el plet, amb els regants i la companyia encarats, però mantenint una certa calma entre novembre de 1882 i gener de 1886. Conegut l'informe del fiscal, desfavorable als interessos dels regants, el Sindicat de Regs publicà el 16 de febrer de 1886 una nota comminant als regants a "reunir-se aviat i eficaçment per l'enèrgica i desesperada defensa dels interessos comuns". Tot i les crides a la negociació, expressades en una carta adreçada al director del "Diario de Lérida" per la companyia concessionària el 20 de febrer de 1886, sovintejaren des d'aleshores les reunions dels síndics, delegats municipals i regants per preparar la "resistència". Alguns d'ells, assabentats el 30 d'octubre de 1886, d'una imminent votació de la sentència, feren acte de presència davant la Casa Canal de Mollerussa i escridassaren arboradament els seus treballadors. Posteriorment, en filtrar-se el contingut de la sentència, que significava la pèrdua del plet per part dels regants, en un article titulat "Consumatum est" publicat pel diari "El País" el dia 2 de novembre, va fer esclatar a tota la plana d'Urgell una veritable revolució destinada a capgirar la situació.
En un primer moment es produïren incendis a les instal·lacions de la companyia i enfrontaments i amenaces de mort als seus representants i empleats, atribuïdes a grups de regants exaltats. Actuacions que foren aconduïdes pel Sindicat de Regs formant comitès informatius i organitzant actes d'oposició i manifestacions multitudinàries. Calia que els regants es resistissin per tots els mitjans al pagament del cànon, sense violència, però denegant qualsevol material o servei que necessités la Companyia o els seus empleats (fins i tot la roba i els aliments) i organitzant piquets als camins que menaven a les seves instal·lacions, per fer desistir a tota aquella persona interessada en assistir a les subhastes del novè. Es tractava de deixar-les desertes i obligar així a la Societat a cobrar el novè per ella mateixa, qüestió certament complicada -per manca de personal i instal·lacions-, obstaculitzant així la seva font d'ingressos.
L'enfrontament es produí també a altres nivells: Als diaris publicats a Lleida, per part de partidaris del Sindicat de Regs, i als de Barcelona, pels que defensaven la companyia. Fins i tot entre els diputats a corts anomenats per Lleida i per Barcelona. Cada bàndol defensant els interessos d'un o altre contendent. I tot intent de posar ordre, fos per part del governador civil o dels jutjats, resultava en va. Mentrestant el govern espanyol es girà d'esquenes i prengué l'opció de no publicar la sentència. En el seu memoràndum, Domingo Cardenal comentà que, de qualsevol dels ministres al que s'acudís la resposta era sempre la mateixa: "Mentre el país i la companyia no arribin a un acord, no hi haurà decret-sentència".
Les subhastes del novè anaven caient una rere l'altre, i els perits i empleats de la Societat anònima eren sistemàticament sabotejats i perseguits. Tan insuportable es va tornar la situació que, la Companyia, tornant a veure compromesa la seva existència, i per afavorir un possible acord, prengué la decisió de renunciar a la perpetuïtat de la concessió, elevant instància el 26 de maig de 1888 al Consell de Ministres. Gest que el Sindicat General de Regs interpretà com a feblesa, i que aprofità per afegir més pressió proclamant amb contundència el "tot o res!".
Finalment el decret-sentència, que fou signat el 7 de juliol de 1888 i publicat el 16 d'agost, representà un triomf per al Sindicat de Regs: Anul·lava el Reial decret de 10 de novembre de 1882, i la diferència tan debatuda de la contribució, en lloc de beneficiar la Companyia se la quedava el mateix Estat per eixugar els deutes que la SA Canal de Urgel hi tenia contrets. Amb anormalitats a les subhastes del novè, però cada vegada més animades, la Companyia feu la crida de la subhasta del novè de les olives de 1888-1889, campanya que es pot considerar com la darrera d'aquest singular període.
La solució per a "un regadiu sense aigua".
El 1925, el Sindicat General aconseguí la concessió del cabal per dotar el canal auxiliar —que es construí entre 1929-1932—, tot i que tingué garantit el suport tècnic de la societat concessionària del canal principal.
Fora del Sindicat!
L'any 1931 esclatà per tot l'Urgell una protesta pagesa contra el Sindicat General de Regs, dirigit des de feia 17 anys per Ramon Felip Galicia. El caciquisme dels partits del torn dinàstic va apoderar-se del Sindicat, que va quedar en mans d'una minoria. Hi havia la consciència generalitzada que el sindicat no era una eina al servei dels interessos generals del país, sinó en benefici principalment dels seus dirigents. El 23 d'agost va reunir-se a Mollerussa una assemblea de regants, convocada per l'alcalde de Castellserà, on es parlà d'ocupar la seu del Sindicat al crit de "Fora del Sindicat!". El 13 de setembre, en una segona assemblea celebrada a Lleida, s'acordà anomenar un grup de treball que presentés alternatives per a la renovació del Sindicat. El compongueren Emili Belda i Soriano, enginyer en cap d'Obres Públiques de Lleida; Josep Cabeceran, advocat, propietari i antic diputat provincial; i els alcaldes Andreu Minguella de Vilagrassa, Ignasi Queralt de Mollerussa, i Francesc Rubies de Balaguer i membre de la diputació permanent de la Generalitat.
Vista la situació, tots els membres del Sindicat de Regs van dimitir el 26 de setembre deixant la gestió al grup de treball anomenat a l'assemblea de Lleida. Després d'un any de treball, es presentaren tres propostes sotmeses a plebiscit entre els regants el 18 de desembre de 1932, en el que resultà guanyadora l'alternativa plantejada pel Sr. Belda, que preveia dividir la zona regable en 24 comunitats que tindrien representació en el Sindicat General. Aquesta proposta fou traslladada al president de la Generalitat, Francesc Macià, que en reunió de 4 de febrer de 1933 a Barcelona, ratificada en altra celebrada el 12 de febrer a Lleida, van acordar la dissolució del Sindicat General de Regs (Edicte de 13 d'abril de 1933, publicat al DOGC) i anomenà els components d'una nova Junta, actuant com a Comissió Gestora, presidida per Pere Valldeoriola comissari de la Generalitat a Lleida, i composta pel mateix Emili Belda, Josep Companys, Ricard Palacin, Francesc A. Rúbies, Ramon Pijoan i Josep Biosca. Amb l'objectiu final de redactar un nou reglament per al Sindicat.
Dos mesos més tard de la dissolució del Sindicat per part de la Generalitat de Catalunya, una ordre del director general d'Obres Hidràuliques del govern espanyol revocava totes les actuacions fetes fins al moment, adduint la manca de competències d'aquesta institució. Però, sense restablir l'anterior junta destituïda, confirmava a Pere Valldeoriola com a director del Sindicat, i anomenava quatre nous síndics generals: Joan Ricart Mill, Josep Companys i Jover, Joan Olivé Capdevila i Andreu Cemelis i Miret. Constituint tots ells una nova junta el 2 d'octubre de 1933 que continuaria amb l'objectiu de redactar uns nous estatuts per al Sindicat. Estatuts que es van donar per enllestits el desembre de 1934 (Valldeoriola havia estat destituït de Comissari de la Generalitat a Lleida arran dels fets d'octubre de 1934) i que van ser aprovats per Ordre Ministerial de 23 de gener de 1936, sense temps material per a desplegar-los a causa de l'esclat de la guerra civil.
Acabada la guerra civil, i posat en marxa el Canal Auxiliar, el Sindicat General de Regs es convertí en "Junta Central de Regantes", ja que el mateix sindicat disposava de dues captacions: la del Canal Principal en mans de la Societat Anònima i la del Canal Auxiliar en mans de Confederació. A principis dels anys cinquanta es produí un altre conflicte entre regants i concessionària, després que la Junta Central hagués acceptat un augment dels pagaments dels regants.
La Reversió.

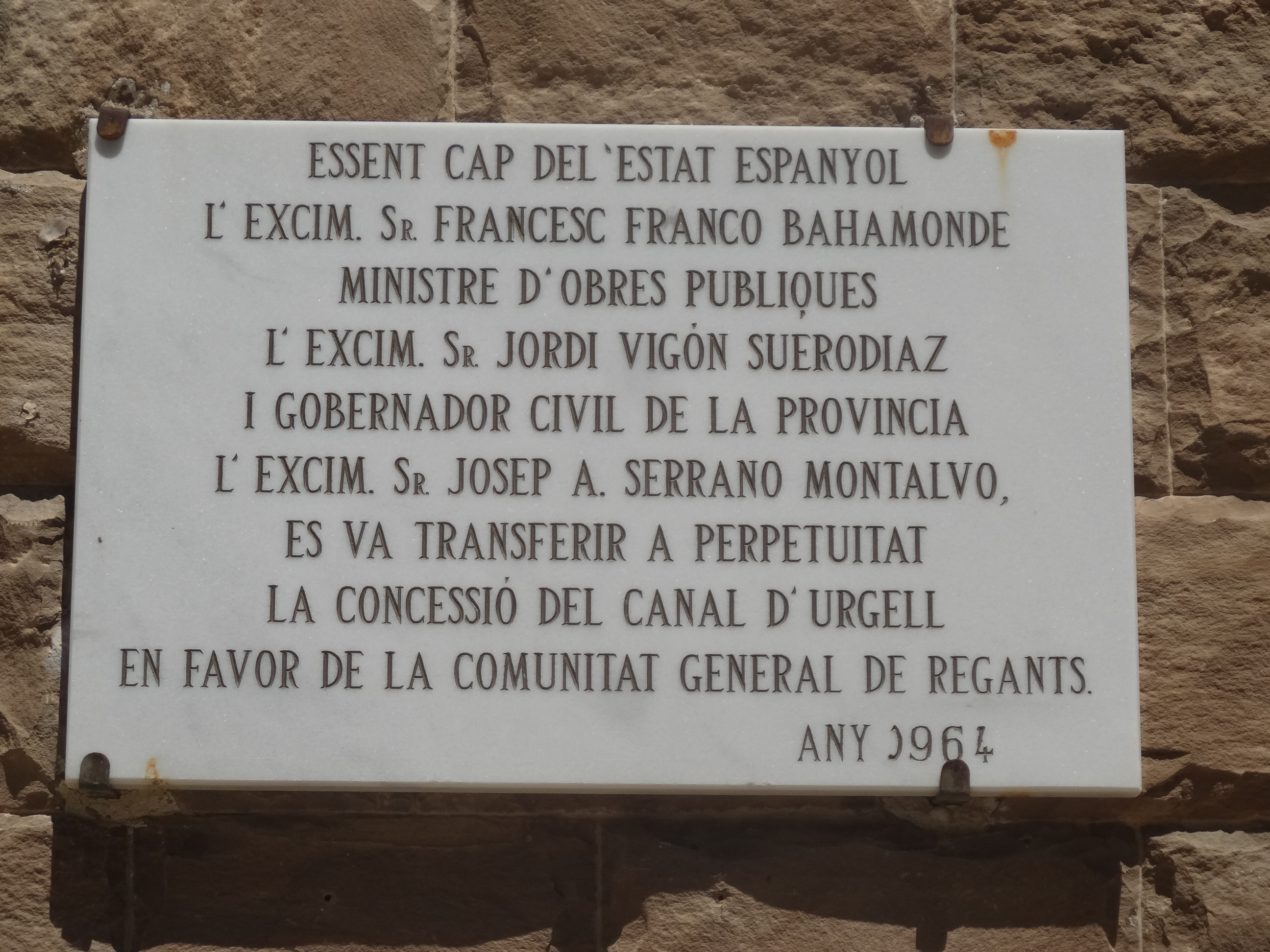
Placa situada al Castell del Remei commemorativa de l'acte de reversió del Canal d'Urgell als regants el 2 de novembre de 1964.

A partir de 1965, acabada la concessió de la societat anònima Canal de Urgel, en un procés anomenat "reversió", passà a mans de la Junta Central que per ordre ministerial de 24 de desembre de 1964 es veié obligada a constituir-se en Comunitat General de Regants, canviant l'apel·latiu "del Canal d'Urgell" a "dels canals d'Urgell" donat que la concessió incloïa conjuntament les dues captacions (canal principal i auxiliar), i començant des d'aleshores una nova situació en els regs d'Urgell en la qual ja no hi hagué una empresa privada propietària del canal. La Comunitat General quedà declarada formalment constituïda, i el dia 17 de novembre de 1965, l'aleshores president, senyor Josep Solans Serentill, rebia solemnement el Canal d'Urgell de mans del ministre d'Obres Públiques, Don Federico Silva Muñoz.
L'acte d'entrega del Canal Auxiliar tingué lloc el dia 19 d'octubre de 1966, representant l'Administració el senyor enginyer director de la Confederació Hidrogràfica de l'Ebre, Joaquin Blasco Roig, i a la Comunitat de Regants, el seu president, senyor Josep Solans Serentill.
Per resolució de data 2 de setembre de 1991, el Ministeri d'Obres Públiques declarà constituïda a favor de la Comunitat General de Regants dels Canals d'Urgell la concessió d'aigua del riu Segre, reconeguda pels RD de 3 de novembre de 1852 i de 29 de setembre de 1928 amb uns cabals màxims a derivar de 33 m³/s pel Canal Principal d'Urgell i de 8 m³/s pel Canal Auxiliar, amb destinació al reg, proveïment de poblacions i usos industrials, d'acord amb les condicions que es fixen en l'esmentada resolució, d'entre les quals cal recordar les següents:
- El volum màxim utilitzat no pot superar els 9.000 m³/hectàrea i any.
- La Comunitat podrà utilitzar les aigües avenades, les que circulen per les lleres que travessen la zona regable i les subterrànies que es trobin dins d'aquesta.

Els drets d'aquesta concessió es mantindran fins al dia 1 de gener de l'any 2061, d'acord amb allò que disposa la Llei d'aigües de 2 d'agost de 1985. 

## Funcions
El sindicat general té les atribucions de representació, defensa de la comunitat, neteja dels desguassos principals, distribució de les aigües i policia de regs.

### Descentralització de funcions
A causa del seu extens àmbit jurisdiccional la Comunitat General està dividida en vint-i-una Comunitats de Regants particulars anomenades Col·lectivitats. Entitats amb personalitat jurídica pròpia que porten a terme determinades funcions delegades per la Comunitat General: La distribució de l'aigua a cadascun dels regants mitjançant la xarxa secundària de séquies, l'establiment de preferències per al reg de determinats conreus, el manteniment, neteja i consolidació d'aquesta xarxa de distribució i de la de desguassos subalterns, i l'execució d'obres de millora (embassaments, pous, bombatges, galeries de captació, etc..).
Les col·lectivitats son hereves dels antics Sindicats de Regs, que es constituïren a cada població de la zona regable anomenant cada quatre anys una persona responsable dels regs anomenada síndic, encarregat d'ordenar els torns de reg a les finques de la seva demarcació. En un procés administratiu realitzat per la Junta Central de Regantes durant la dècada de 1950 anomenat "refundición", les demarcacions s'agruparen conformant les primitives dinou col·lectivitats, a les que s'afegiren amb posterioritat el nou reg de Linyola, Els Arcs i Vallfogona com a vintena col·lectivitat, i la Col·lectivitat número 21 que agrupà la Comunitat de Regants de les Hortes d'Artesa de Segre i Montsonís (Foradada), els regs del Tossal (Ponts) i els de Collfred, Vilves i Esplanells (Artesa de Segre).
Llista de les Col·lectivitats de Regants dels Canals d'Urgell i el municipi on se situa la seva seu.
Col·lectivitat de Regants núm. 1, Montgai
Col·lectivitat de Regants núm. 2, La Fuliola
Col·lectivitat de Regants núm. 3, Bellcaire d'Urgell
Col·lectivitat de Regants núm. 4, Ivars d'Urgell
Col·lectivitat de Regants núm. 5, Linyola
Col·lectivitat de Regants núm. 6, Térmens
Col·lectivitat de Regants núm. 7, Castellnou de Seana
Col·lectivitat de Regants núm. 8, Bellpuig
Col·lectivitat de Regants núm. 9, Golmés
Col·lectivitat de Regants núm. 10, Miralcamp
Col·lectivitat de Regants núm. 11, Mollerussa
Col·lectivitat de Regants núm. 12, Bellvís
Col·lectivitat de Regants núm. 13, Miralcamp
Col·lectivitat de Regants núm. 14, Torregrossa
Col·lectivitat de Regants núm. 15, Els Alamús
Col·lectivitat de Regants núm. 16, Bell-lloc d'Urgell
Col·lectivitat de Regants núm. 17, Juneda
Col·lectivitat de Regants núm. 18, Artesa de Lleida
Col·lectivitat de Regants núm. 19, Borges Blanques
Col·lectivitat de Regants núm. 20, Linyola
Col·lectivitat de Regants núm. 21, Artesa de Segre

## Membres importants
Han estat presidents del Sindicat General personatges rellevants de les elits de ponent, com Ramon Felip Galícia (1914-1931) i Francesc Macià Llussà, president d'una comissió gestora (1933). A partir de 1965, destaquen Josep Solans Serentill, Josep Cortés Torras i Jaume Culleré Calvís.
| President                                                                    | Població                    | De                          | Fins                        |
| Sindicato General de Riegos                                                  | Sindicato General de Riegos | Sindicato General de Riegos | Sindicato General de Riegos |
| ---------------------------------------------------------------------------- | --------------------------- | --------------------------- | --------------------------- |
| Francisco Castellana                                                         |                             | 28/11/1862                  | 05/06/1864                  |
| José Antonio Xam-mar                                                         |                             | 05/06/1864                  | 07/05/1870                  |
| Felipe Culleré                                                               |                             | 07/05/1870                  | 09/08/1871                  |
| Francisco Iglesias                                                           |                             | 09/08/1871                  | 16/04/1877                  |
| Mariano Brufau                                                               |                             | 16/04/1877                  | 26/04/1880                  |
| Ramon Aldomá                                                                 |                             | 26/04/1880                  | 27/11/1881                  |
| Junta Interina                                                               |                             |                             |                             |
| Felipe Culleré                                                               |                             | 27/11/1881                  | 15/01/1882                  |
| Sindicato General de Riegos                                                  |                             |                             |                             |
| Antonio Satorras                                                             |                             | 15/01/1882                  | 05/08/1890                  |
| Francisco Altisent                                                           |                             | 05/08/1890                  | 21/03/1896                  |
| Francisco Corberó Urgell                                                     |                             | 21/03/1896                  | 18/07/1898                  |
| Ramon Mestres Safont                                                         |                             | 18/07/1898                  | 05/09/1900                  |
| Ramon Giné Gimbert                                                           |                             | 05/09/1900                  | 02/12/1900                  |
| Juan Bautista Formiguera Creus                                               |                             | 02/12/1900                  | 01/04/1901                  |
| Ramon Arqués Gorgues                                                         |                             | 01/04/1901                  | 17/05/1902                  |
| Ramon Mestres Safont                                                         |                             | 17/05/1902                  | 01/02/1903                  |
| Juan Bautista Formiguera Creus                                               |                             | 01/02/1903                  | 17/07/1903                  |
| Ramon Mestres Safont                                                         |                             | 17/07/1903                  | 06/04/1904                  |
| Francisco Corberó Urgell                                                     |                             | 06/04/1904                  | 27/06/1906                  |
| Jaime Mestres Folguera                                                       |                             | 27/06/1906                  | 28/03/1908                  |
| José Jaques Piñol                                                            |                             | 28/03/1908                  | 03/05/1912                  |
| José Giné Pons                                                               |                             | 03/05/1912                  | 01/07/1914                  |
| Ramon Felip Galicia                                                          |                             | 01/07/1914                  | 26/09/1931                  |
| Emilio Belda Soriano                                                         |                             | 26/09/1931                  | 04/02/1933                  |
| Dissolució del Sindicato General de Riegos                                   |                             |                             |                             |
| Molt Hble. President de la Generalitat de Catalunya. Francesc Macià i Llussà | Barcelona                   | 04/02/1933                  | 11/02/1933                  |
| Comissió Gestora de la Generalitat                                           |                             |                             |                             |
| Pere Valldeoriola i Andreu                                                   | Lleida                      | 11/02/1933                  | 08/01/1935                  |
| Junta Provisional                                                            |                             |                             |                             |
| Delfí Canela i Cots                                                          |                             | 08/01/1935                  | 03/06/1936                  |
| Juan Ricart Mill                                                             |                             | 03/06/1936                  | 20/04/1939                  |
| Delfí Canela i Cots                                                          |                             | 20/04/1939                  | 09/10/1944                  |
| Junta Central de Regantes                                                    |                             |                             |                             |
| Pedro Roca Cabedo                                                            | Lleida                      | 09/10/1944                  | 01/08/1952                  |
| Francisco Nart Corberó                                                       | Linyola                     | 01/08/1952                  | 09/03/1961                  |
| José Solans Serentill                                                        | Juneda                      | 09/03/1961                  | 07/02/1965                  |
| Sindicato de Riegos de la Comunidad General                                  |                             |                             |                             |
| José Solans Serentill                                                        | Juneda                      | 07/02/1965                  | 02/02/1977                  |
| Josep Cortés Torras                                                          | Penelles                    | 02/02/1977                  | 11/01/1989                  |
| Junta de Govern de la Comunitat General                                      |                             |                             |                             |
| Jaume Culleré i Calvís                                                       | Mollerussa                  | 11/01/1989                  | 20/01/1993                  |
| Francesc Xavier Coll i Gilabert                                              | Ivars d'Urgell              | 20/01/1993                  | 15/09/1999                  |
| Ramon Carné Teixidó                                                          | Bell-lloc d'Urgell          | 20/12/2000                  | 16/12/2018                  |
| Amadeu Ros Farré                                                             | Tornabous                   | 16/12/2018                  | Actualitat                  |